# Mats Hedlund (ingenjör)

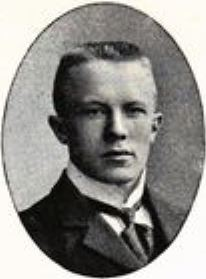
Mats_Hedlund

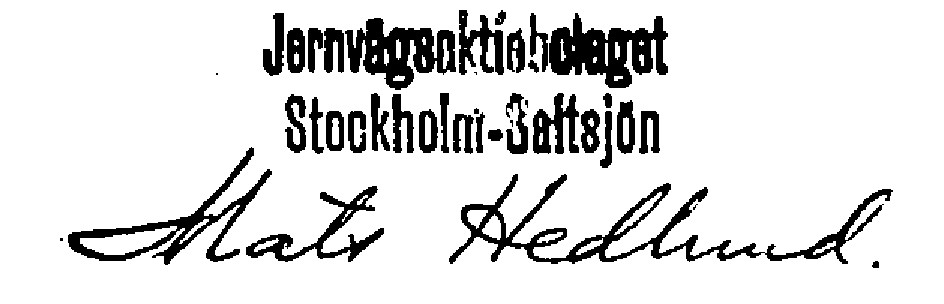
Mats Hedlunds namnteckning 1911.

Mats Hedlund, född 16 februari 1873 i Stockholm, död där 1 juni 1947, var en svensk ingenjör. 
Efter mogenhetsexamen 1890 blev Hedlund elev vid Kungliga Tekniska högskolan 1891 och avlade avgångsexamen 1894. Han var anställd på skeppsmätningskontoret i Stockholm 1895–96, vid Motala Verkstads ritkontor 1897 samt hos J. Jacob Rieter & C:o i Winterthur och hos Escher, Wyss & Cie. i Zürich 1897–98, turbinkonstruktör på  Johan Gustaf Richerts konstruktionsbyrå 1899–1901, konsulterande ingenjör från 1901 och direktör i AB Vattenbyggnadsbyrån i Stockholm 1902–05. Han var disponent vid Sydsvenska Kraft AB 1906–09, konsulterande ingenjör i Stockholm från 1909 och verkställande direktör vid Järnvägs AB Stockholm–Saltsjön 1911–13. Han var styrelseledamot i AB Hästholmsvarvet.